# Remax
株式會社remax（日语：株式会社リマックス）是一家位於日本東京都港區的聲優、藝人經紀公司。

## 概要
1997年（平成9年）3月24日成立。創立初期代表董事由基頓山田擔任，後來由聲優高乃麗（高山久子）就任。
到了2021年（令和3年）11月24日，高乃麗卸下代表董事，繼續屬於同經紀公司，現在的代表董事是安部孝。
加入事務所成為旗下藝人的有聲優、及從事電視報導的藝人。另外，remax也是少數未對外公開藝人出生年的事務所。

## 所屬聲優

### 男性
| 行 - 綾瀨貴尋 - 荒井幸夫 - 安齋龍太 - 石狩勇氣 - 石井真 - 井上文彥 - 入江直樹 - 大橋勇人 行 - 河田健一 - 基頓山田 - 小柳基 行 - 櫻井慎也 - 佐原誠 | 行 - 泰勇氣 - 釣谷伸樹 - 鶴岡聰 - 手塚弘道 - 鐵平 - 豐島修平 行 - 中村和正 - 中村德也 - 西谷修一 行 - 濱本大史 - 上別府仁資 | 行 - 間瀨愛季 - 松重慎 - 八木 - 室元氣 行 - 山口令悟 - 山口高靖 行 - 綿貫龍之介 |

### 女性
| 行 - 朱夏香穗里 - 有岡南 - 伊藤伶奈 - 岩淵茜 - 內野恵理子 - 大久保藍子 - 大津愛理 - 岡崎未來 - 乙姬 行 - 加藤菜月 - 川野麻耶 - 菊池志穗 - 栗田香織 - 黑川萬由美 - 幸田直子 - 古村澪 - 近藤佳奈子 | 行 - 佐倉薰 - 鈴木秀香 行 - 高乃麗 - 高村櫻 - 野悅子 - 筒井佳奈 - 鳥越真綾 | 行 - 仲村香織 行 - 早川彩音 - 春木紀 - 平野麻衣子 - 淵崎有里子 - 本名陽子 | 行 - 町理惠 - 間中三雲 - 真宮野乃花 - 水野奈美 - 美幸·凱斯琳 - 三輪夏紀 行 - 八百屋杏 - 安原麗子 - 八卷安奈 - 山野桃 - 結木 行 - 渡谷美帆 |

## 預留聲優
| 男性 - 木梨成之 - 黑宮龍士 - 桑原知也 - 島田健司 - 清水裕貴 - 志水雄大 - 田原宜英 - 時田大生 | - 西村俊輝 - 根津大輔 - 保科春日 - 馬越文彌 - 門馬和秀 - 三代將貴 - 松村泰成 - 松井駿斗 - 山下直也 - 渡邊雅喜 | 女性 - 安藤禮華 - 樹真衣 - 宇那明莉 - 大月玲奈 - 河實里夏 - 琴子 - 紺乃眠 - 里光紗都子 - 篠山奈央 - 白井蓮水 - 鈴木優花 | - 田嶌紗蘭 - 長濱滿里子 - 西真凛 - 野優香 - 蓮田美紀 - 日野小夏 - 冬希由紀 - 三浦子 - 山愛美 - 結城有貴 |

### 業務提攜聲優
- 園崎未惠

## 過往所屬聲優、藝人

### 男性
- 內田直哉[2]（現所屬：大澤事務所）
- 緒方文興（日语：緒方文興）（自由職業）
- 小野健一[3]（現所屬：Rush Style）
- 近藤廣務（日语：近藤広務）[4]
- [2]（現所屬：Starise）
- 堀圭一郎（日语：堀圭一郎）[2]
- 望月英（日语：望月英）[5]（現所屬：Production Ace）

### 女性
- 小杉祐子（日语：小杉ゆう子）
- 小日向美和（日语：小日向みわ）（自由職業）
- 齋藤彩夏（現所屬：青二Production）
- 澤乃彩（日语：澤乃彩）[2]
- 島涼香（日语：島涼香）[2]（移籍aptepro之後引退）
- 新田綾香（日语：新田綾香）
- 園崎未惠（業務提攜契約變更）
- 埴岡由紀子（日语：埴岡由紀子）[6]（現所屬：MARIE ENTERPRISE（日语：マリエ・エンタープライズ））

## 外部連結
- 株式會社remax公式官網 （页面存档备份，存于） （日語）